# Новогорский
Новогорский — упразднённый рабочий посёлок в подчинении городского округа Новоалтайск Алтайского края России. В 2003 году включен в состав города Новоалтайска и исключен из учётных данных.

## География
Расположен в северо-восточной части города Новоалтайска у железнодорожного остановчного пункта Укладочный. Входит в Новогорский район города Новоалтайска).

## История
Указом ПВС РСФСР от 5.11.1984 года вновь возникщему населённому пункту на территории Первомайского района присвоено наименование Новогорский. В том же году передан в подчинение горсовета Новоалтайска и преобразован в рабочий посёлок.

## Население
| 1989 | 2002  |
| ---- | ----- |
| 2381 | ↘2273 |